# Sandy Lobry
 (mars 2018).
Si vous disposez d'ouvrages ou d'articles de référence ou si vous connaissez des sites web de qualité traitant du thème abordé ici, merci de compléter l'article en donnant les références utiles à sa vérifiabilité et en les liant à la section « Notes et références ».
Sandy Lobry est une actrice, scénariste et réalisatrice française née le 21 juin 1984 

## Biographie
Sandy Lobry, née dans le Val-d'Oise, est issue d'une famille picarde.
Après avoir eu la révélation du métier de comédien lors des ateliers de théâtre au collège, elle effectue sa formation d’actrice au Laboratoire de l’acteur - Hélène Zidi à Paris sous la direction d’Hélène Zidi entre 2002 et 2004, puis en 2008 un stage avec René Féret.
Elle est représentée par Christelle Graillot de l'agence l'Ameprésario.
Elle lance en 2013 sa chaîne YouTube, La Rousse. Celle-ci sera renommée Sandy L.
En 2013 toujours, elle développe avec Capa une minisérie sur la chaîne YouTube RDV à Paris intitulée « Journal d’une looseuse ». Le programme Erasmus lui commande par la suite une web-série « L'agent d'avenir 318 » qu'elle écrit et dans laquelle elle joue,.
En 2014, elle travaille à l’écriture de sketch et de mini séries pour la chaîne « shaker » produite par Be Aware.
Début 2016, elle lance une chaîne YouTube sur la parentalité WeMaman produite par Canal+.
En 2017, elle écrit et réalise deux séries pour le magazine Elle dont l’une aborde le sexisme en entreprise (avec Joséphine Drai pour héroïne), une campagne pour l’association « le grand forum des tout petits » et des sketchs pour Kinder entre autres.
2018, co-création et co-écriture de la mini-série Zérostérone avec Marion Seclin, Eléonore Costes et Nadja Anane pour la plateforme France.tv Slash de France Télévision (tournage octobre/novembre 2018). Série en compétition officielle formats courts du Festival Séries Mania (mars 2019).
En 2020, avec l'aide du CNC Talent elle réalise le court métrage Influenceuse, une fiction immersive verticale de 27 minutes qui a pour sujet les dérives possibles liées aux réseaux sociaux. Le court métrage est sélectionné dans plusieurs festivals, il bénéficie également d'une couverture médiatique,.

## Filmographie

### Cinéma

#### Longs métrages
- 2004 : La vie de Michel Muller est plus belle que la vôtre de Michel Muller
- 2005 : Président de Lionel Delplanque : Sophie
- 2009 : L’autre Dumas de Safy Nebbou : Louisette
- 2011 : Les Aventures de Philibert, capitaine puceau de Sylvain Fusée : Jeannick
- 2018 : La Ch'tite Famille de Dany Boon

#### Courts métrages
- 2002 : Le fond de l’air est noir de Patricio Bernardo (la copine d'Élodie, non créditée)
- 2005 : Alerte rousse de Jean-Baptiste Poeuf
- 2005 : My lord, what a morning de Camille Mouton
- 2005 : Et si Kubrick, c'était laid de Thierry Binisti (la vendeuse rousse), film primé « Jeunes Talents » au Festival de Cannes en 2005. Ce titre fait partie d’une compilation de courts-métrages, nommée « Tête de gondole »
- 2006 : Que reste-t-il de Chris Conty ? de Benoît Fink
- 2008 : Chimère de Bénédicte Moufflet (1er rôle, Nova Vawn),
- 2008 : Des mots de Nicolas Rostan, présenté au « Short film corner » du Festival de Cannes 2008
- 2009 : Le Rollerboy de David Méanti, présenté au « Short film corner » du Festival de Cannes 2010
- 2013 : Summer of Tom de David Lueza
- 2018 : L'amazone d'Alexandra Naoum
- 2020 : L'influenceuse de Sandy Lobry

### Télévision et web

#### Téléfilms
- 2007 : Agathe contre Agathe de Thierry Binisti (la deuxième hôtesse)
- 2007 : La vie sera belle d’Edwin Baily (Félicie)
- 2008 : Marie et Madeleine de Joyce Buñuel (1er rôle : Madeleine dite Mado, partagé avec Élodie Fontan : Marie)
- 2009 : L'Odyssée de l'amour de Thierry Binisti (1er rôle : Juliette)
- 2009 : La Liste de Christian Faure (Martha, jeune)
- 2011 : Mystère au Moulin-Rouge de Stéphane Kappes (une danseuse)

#### Séries télévisées
- 2005 : Moi C Kim, programme court de Karen Azoulai
- 2005 : Monique coiffure, programme court de Yahn Jeannot
- 2005 : Vérité oblige, saison 2 - épisode Dénonciation calomnieuse (Aurore)
- Groland Mag-Zine (Canal+), mini-sketch filmé en 2006 ou 2007 au théâtre Dejazet et diffusé le 3 avril 2010 (Églantine)
- 2008 : Le juge est une femme - épisode Le Diamant du palais (Betty Chassard)
- 2008 : R.I.S Police scientifique - épisode La Piste aux étoiles (une femme)
- 2009 : Femmes de loi, saison 8 - épisode La Reine de cœur (Chloé Salan)
- 2009 : La vie est à nous - épisodesQuand ça va mal et Les goûts et les couleurs (Pauline)
- 2010 : Joséphine, ange gardien, saison 13 - épisode L’Homme invisible (Ariane)
- 2011 : Section de recherches d'Éric Le Roux (épisode Dernier Acte) : Alina, l'habilleuse
- 2015 : Les Tactiques d'Emma Clive A. Smith, réalisé par Samir Abdessaied et Djiby Badiane
- 2017 : Les Tactiques d'Emma, saison 2 réalisé par Clive A. Smith, Samir Abdessaied et Djiby Badiane
- 2018 : Scènes de ménages Olivier Casas
- 2018 : Zérostérone (actrice et scénariste) réalisé par Nadja Anane (Charlie) Sélection officielle Série Mania 2019 formats courts - France Télévision 8 x 13'
- 2019 : Capitaine Marleau - Quelques maux d'amour (Alexandra)

#### Web-séries
- 2012 : You lose, écrite par elle-même, puis réalisé par Sandy Lobry et Frédéric di Méo
- 2012-2015 : Les Podcasts de la Rousse de Sandy Lobry
- 2013 : J'aime mon job réalisé par Samir Abdessaied
- 2013 : Journal d'une Looseuse, écrite par elle-même, ainsi que Djamel Medjoub et Gaelle Jeantet ; réalisé par elle-même et Sylvain Certain
- 2015 : Inernet réalisé par Benjamin Busnel

#### Publicités
- 2004 Prévention routière - Canapé : la capitaine de soirée, Irène Teneze (la capitaine)
- 2005 Gallia - Maman et bébé, EuroRSCG
- 2005-2006 SNCF - Que 2006 foisonne d’idées nouvelles, Phileog, 2005 (la jeune femme au cahier)
- 2006 Poulain - Chuchotis, TBWA
- 2016 Egérie pour la marque IRL de Showroomprivé.com
- 2017/2018 Campagne Pierre et Sophie
- ???? Saint Agur
- ???? Bouygues Telecom
- ???? Carte de crédit Visa - Le chien perdu

#### Clip
- Kobline, Ma chère et tendre : la fille à la robe bleu-turquoise

#### Documentaire
- Actrice - L'Univers des centrales nucléaires, mini-documentaire tourné en 2007 (Caroline)

### Scénariste/réalisatrice
- 2015 : Agent d'avenir 318 de Nadja Anane - scénariste
- 2016 : Wemaman(plusieurs sketchs et séries), production Canal +
- 2017 : La BoX, web-série pour le magazine ELLE
- 2017 : Le Banck', web-série pour le magazine ELLE
- 2020 : Influenceuse (court-métrage) CNC Talent
- 2020 : Sous nos yeux (court-métrage) CNC Talent